# 자동차운송사업
자동차운송사업(自動車運送事業)이란 타인의 수요에 응하여 자동차를 이용해 유상(有償)으로 운송하는 사업을 가리키는 단어이다. 유상운송이라고도 불린다.

## 설명
자동차운송사업은 일정한 운임을 받고 여객을 운송하거나 화물을 운송할 수 있는 사업이 모두 포함된다. 자동차운송사업을 하려면 반드시 노란색 영업용 차량 번호판을 장착해야하며 버스운전자격증, 화물운송종사자격증, 택시운전자격증과 같이 자동차운송사업을 할 수 있는 자격증까지도 함깨 있어야 한다. 자동차운송사업에 포함되는 것은 시내버스, 시외버스 및 고속버스, 관광버스 등으로 여객을 운송하는 버스 및 승합차, 택시, 택배, 특장차, 장의차, 특수자동차 및 특장차가 있으며 화물차를 이용한 운송사업 중에서 자동차운송사업에 포함되는 것은 노선화물차운송사업 및 구역화물차운송사업이 있다. 

## 같이 보기
- 자동차
- 영업용